# Élection présidentielle libérienne de 2005
L'élection présidentielle libérienne de 2005 a lieu le 11 octobre 2005, le même jour que des élections parlementaires afin d'élire le président et le vice-président de la république du Liberia. 
Le pays est alors dirigé par un gouvernement de transition depuis octobre 2003, lequel a été instauré à la suite de la démission, puis de l'exil du président Charles Taylor en août 2003, qui faisait partie d'un accord pour mettre un terme à la deuxième guerre civile du pays. Ces élections marqueront la fin du gouvernement transitionnel.

## Contexte
Frances Johnson-Morris, la présidente de la Commission nationale électorale (en anglais National Elections Commission, NEC) a déclaré le 7 février 2005 que les élections auraient lieu le 11 octobre de la même année, et que les résultats seraient rendus publics le 26 octobre au plus tard. Elle a précisé que les candidats devraient déclarer leur candidature avant mi-août, et qu'une campagne d'inscription des électeurs serait menée du 25 avril jusqu'au 21 mai.
Le 18 février, 18 partis s'étaient inscrits. Vingt-deux personnes se présentaient comme candidats à la présidence, y compris la star de football George Weah, considéré par beaucoup comme le favori dans la course présidentielle. Sa popularité est au moins en partie due au mécontentement très répandu de la population libérienne à l'égard de la classe politique. Weah, qu'avait appelé à se présenter une pétition lancée en septembre 2004, a annoncé sa candidature à la présidence mi-novembre 2004, et a été accueilli avec beaucoup d'enthousiasme quand il est arrivé à Monrovia plus tard dans le mois. Le leader du groupe rebelle LURD Sekou Conneh est aussi un candidat notable.
La Chambre basse du nouveau Parlement élu le même jour a 64 sièges ; chacun des 15 comtés du Liberia a 2 sièges, alors que le reste (34) est attribué proportionnellement, selon l'inscription des électeurs. Le Sénat a 30 sièges.
Ces élections sont les premières au Liberia depuis la victoire électorale de Taylor et son parti, le Parti national patriotique aux élections de juillet 1997, lesquelles n'ont pas été vues par tous comme « libres et justes ». Le président du gouvernement transitionnel Gyude Bryant, ainsi que d'autres de ses dirigeants ne se présentent pas à la présidence, en accord avec les termes de l'accord de paix qui a mis fin à la Deuxième guerre civile libérienne.
Le 13 août, la commission électorale a édité une liste des 22 candidats à la présidence dont les candidatures avait été acceptées ; six avait été rejetées, mais malgré une dispute sur l'éligibilité de Weah — certains s'étaient plaints du fait qu'il est citoyen français — la commission a fini par accepter sa candidature. Les sièges du sénat sont disputés par 206 candidats alors que ceux de la chambre basse sont disputés par 206 candidats.La course électorale a commencé le 15 août.

## Candidats à la présidence
| - Nathaniel Barnes — Liberian Destiny Party (LDP) - Charles Brumskine — Liberty Party (LP) - Sekou Conneh — Progressive Democratic Party (PRODEM) - Samuel Raymond Divine — Independent - David Farhat — Parti démocratique libre (FDP) - Armah Jallah — National Party of Liberia (NPL) - Ellen Johnson Sirleaf — Parti de l'unité (PU) - George Kiadii — National Vision Party of Liberia (NATVIPOL) - George Klay Kieh — New Deal Movement (NDM) - Joseph Korto — Liberia Equal Rights Party (LERP) - Robert Kpoto — Union of Liberian Democrats (ULD) - Alhaji G.V. Kromah — All Liberia Coalition Party (ALCOP) | - Roland Massaquoi — Parti national patriotique (NPP) - John Morlu — United Democratic Alliance (UDA) - Alfred Reeves — National Reformation Party (NRP) - Varney Sherman — Coalition for the Transformation of Liberia (COTOL) - Togba-Nah Tipoteh — Alliance for Peace and Democracy (APD) - Margaret Tor-Thompson — Freedom Alliance Party of Liberia (FAPL) - Winston Tubman — National Democratic Party of Liberia (NDPL) - William V.S. Tubman, Jr. — Reformed United Liberia Party (RULP) - George Weah — Congrès pour le changement démocratique (CCD) - Joseph Woah-Tee — Labor Party of Liberia (LPL) |

## Résultats de l'élection présidentielle
| Candidats                                                        | 1er tour  | %    | 2e tour | %    |
| ---------------------------------------------------------------- | --------- | ---- | ------- | ---- |
| Ellen Johnson Sirleaf - Parti de l'unité                         | 192,326   | 19.8 | 443,810 | 59.1 |
| George Weah - Congrès pour le changement démocratique            | 275,265   | 28.3 | 306,580 | 40.9 |
| Charles Brumskine - Liberty Party                                | 135,093   | 13.9 | -       | -    |
| Winston Tubman - National Democratic Party of Liberia            | 89,623    | 9.2  | -       | -    |
| Varney Sherman - Coalition for the Transformation of Liberia     | 76,403    | 7.8  | -       | -    |
| Roland Massaquoi - Parti national patriotique                    | 40,361    | 4.1  | -       | -    |
| Joseph Korto - Liberia Equal Rights Party                        | 31,814    | 3.3  | -       | -    |
| Alhaji G.V. Kromah - All Liberia Coalition Party                 | 27,141    | 2.8  | -       | -    |
| Togba-Nah Tipoteh - Alliance for Peace and Democracy             | 22,766    | 2.3  | -       | -    |
| William V.S. Tubman, Jr. - Reformed United Liberia Party         | 15,115    | 1.6  | -       | -    |
| John Morlu - United Democratic Alliance                          | 12,068    | 1.2  | -       | -    |
| Nathaniel Barnes - Liberian Destiny Party                        | 9,325     | 1.0  | -       | -    |
| Margaret Tor-Thompson - Freedom Alliance Party of Liberia        | 8,418     | 0.9  | -       | -    |
| Joseph Woah-Tee - Labor Party of Liberia                         | 5,948     | 0.6  | -       | -    |
| Sekou Conneh - Progressive Democratic Party                      | 5,499     | 0.6  | -       | -    |
| David Farhat - Parti démocratique libre                          | 4,497     | 0.5  | -       | -    |
| George Klay Kieh - New Deal Movement                             | 4,476     | 0.5  | -       | -    |
| Armah Jallah - National Party of Liberia                         | 3,837     | 0.4  | -       | -    |
| Robert Kpoto - Union of Liberian Democrats                       | 3,825     | 0.4  | -       | -    |
| George Kiadii - National Vision Party of Liberia                 | 3,646     | 0.4  | -       | -    |
| Samuel Raymond Divine                                            | 3,188     | 0.3  | -       | -    |
| Alfred Reeves - National Reformation Party                       | 3,156     | 0.3  | -       | -    |
| Total des votants (-% des - inscrits sur les listes électorales) | 973,790   |      |         |      |
| Votes blancs ou nuls                                             | 38,883    |      |         |      |
| Total des votes                                                  | 1,012,673 |      |         |      |

### Renseignements généraux
- National Elections Commission
- Liberia 2005: The Road to Democracy
- United Nations Mission in Liberia (UNMIL) Electoral Division

### Candidats
- Ellen for President
- Nat Barnes for President
- Charles Brumskine Campaign Site
- Samuel Raymond Divine Campaign Site
- John Morlu for President
- Varney Sherman for President
- Dr. Togba-Nah Tipoteh for President
- Winston Tubman Campaign Site
- George Weah Campaign Site

### Partis politiques
- Congress for Democratic Change
- Unity Party

### Articles
- Katharine Houreld on the participation of women in the 2005 Liberian election.